# 韓少功
韓 少功（かん しょうこう、1953年1月1日 - ）は、中華人民共和国の小説家。代表作に小説『月蘭』『爸爸爸』『馬橋詞典』。

## 略歴
原籍は湖南省澧県で、1953年1月1日に湖南省長沙市に生まれた。1965年、長沙市第七中学に入学。
1968年以降、湖南省汨羅県（現在の汨羅市）に下放、農業に従事。1974年、汨羅県文化館に入館。1978年に湖南師範大学中文系に入学し、1982年7月に卒業。1982年7月に卒業した後、湖南省総工会に配属される。『主人翁』雜誌の編集者、副総編集長に任命。
1985年武漢大学英文科で研修し、湖南省作家協会の専門作家を担当し、中国作家協会理事に選ばれた。
1988年、海南省に転任し、『海南紀實』雜誌の編集長を務めた。1995年、『天涯』雜誌の社長に就任。1996年、海南省作家協会主席に当選。2000年、第三回海南省文学芸術界連合会主席に当選。同省政協委員、常委、省人大代表を兼務。
2018年、彼は招かれて湖南大学の教授に任命された。

## 作品

### 小説
- 1981年、『月蘭』（中短篇小説集）
- 1983年、『飛過藍天』（中短篇小説集）
- 1986年、『誘惑』（中短篇小説集）
- 1988年、『空城』（中短篇小説集）
- 1989年、『謀殺』（中短篇小説集）
- 1993年、『爸爸爸』（中篇小説集）
- 1994年、『北門口預言』（中短篇小説集）
- 1996年、『馬橋詞典』（長篇小説）
- 2002年、『暗示』（長篇小説）
- 2005年、『報告政府』（中短篇小説集）
- 2013年、『日夜書』（長篇小説）
- 2018年、『修改過程』（長篇小説）

### 散文
- 1986年、『面對神秘而空闊的世界』（隨筆集）
- 1993年、『夜行者夢語』（散文隨筆集）
- 1994年、『聖戰與遊戲』（隨筆集）
- 1996年、『心想』（散文集）。『靈魂的聲音』（散文集）
- 2003年、『完美的假定』、昆侖出版社
- 2006年、『山南水北——八溪峒筆記』（散文集）

## 賞
1980年、1981年全国優秀短篇小説賞。
2002年、フランス文化省芸術文化勲章。
2007年、第五回華語文学伝媒大賞之傑出作家賞。第四回魯迅文学賞。美国第二回紐曼華語文学賞。
2014年、第五回紅樓夢賞。